# Champagne papi
Champagne papi is een lied van de Nederlandse rapper Dopebwoy in samenwerking met rappers 3robi en Boef en producer SRNO. Het werd in 2020 als single uitgebracht en stond in hetzelfde jaar als achtste track op het album Hoogseizoen van Dopebwoy.

## Achtergrond
Champagne papi is geschreven door Anass Haouam, Jordan Averill Jacott, Serrano Gaddum en Sofiane Boussaadia en geproduceerd door SRNO. Het is een nummer uit het genre nederhop. In het lied zingen de artiesten over een avond in het nachtleven en over wat ze drinken, zoals onder andere champagne. Daarnaast zingen ze over een vrouw die tijdens het uitgaan flirt met de liedverteller. Het nummer werd bij radiozender NPO FunX uitgeroepen tot de DiXte track van de week. De single heeft in Nederland de gouden status.
Het is de eerste keer dat alle artiesten tegelijkertijd op een track te horen zijn, maar onderling werd er voor Champagne papi al meermaals samengewerkt. Met 3robi had Dopebwoy eerder de hits Cartier en Walou crisis, met Boef het lied Guap, met Boef en SRNO samen TikTok en met SRNO Christian Dior. 3robi en SRNO waren eerder samen te horen op 3chiri. Na Champagne papi had Boef nog met SRNO de hit Tot laat en met Dopebwoy Domme invest. Ook werkten Dopebwoy, Boef en SRNO nog samen op Monaco. Met SRNO bracht Dopebwoy daarnaast nog de nummers Perro en Panorama uit. SRNO en 3robi herhaalden hun samenwerking na Champagne papi op Marbella, Noncha, Validé en Montana.

## Hitnoteringen
De artiesten hadden succes met het lied in Nederland. Het piekte op de derde plaats van de Single Top 100 en stond tien weken in deze hitlijst. De Top 40 werd niet bereikt; het lied bleef steken op de tweede plaats van de Tipparade. Ook in de Vlaamse Ultratop 50 was er geen notering. Het kwam hier tot de twintigste plaats van de Ultratip 100.